# 2023年T1聯盟季後賽
2023年T1聯盟季後賽是T1聯盟2022-23賽季季後賽，分為三戰兩勝制季後挑戰賽、五戰三勝制四強賽與七戰四勝制總冠軍賽三個階段。季後挑戰賽於2023年4月25日至4月27日舉行，四強賽於4月28日至5月8日進行，總冠軍賽於5月13日至5月21日進行。

## 對陣圖
|  | 季後挑戰賽 | 季後挑戰賽   | 季後挑戰賽 |  |  | 四強賽 | 四強賽       | 四強賽 |              |   | 總冠軍賽 | 總冠軍賽     | 總冠軍賽 |  |
|  |            |              |            |  |  |        |              |        |              |   |          |              |          |  |
|  |            |              |            |  |  | 1      | 新北中信特攻 | 3      |              |   |          |              |          |  |
|  | 4          | 台灣啤酒英熊 | 1          |  |  | 5      | 臺中太陽     | 0      |              |   |          |              |          |  |
|  | 5          | 臺中太陽     | 2          |  |  |        |              |        |              |   | 1        | 新北中信特攻 | 4        |  |
|  |            |              |            |  |  |        |              | 2      | 臺南台鋼獵鷹 | 0 |          |              |          |  |
|  |            |              |            |  |  | 2      | 臺南台鋼獵鷹 | 3      |              |   |          |              |          |  |
|  |            |              |            |  |  | 3      | 高雄全家海神 | 2      |              |   |          |              |          |  |

粗體表示系列賽贏家

## 季後挑戰賽
| 2023年4月25日 19:00 |

| 詳細數據 |

| 台灣啤酒英熊 130–138 臺中太陽（2OT）                      |  |                                                       |
| 每節分數： 36–24、35–27、18–37、26–27、： 15–23           |  |                                                       |
| 得分： 柯歐斯（37） 篮板： 塔壁（25） 助攻： 蔣淯安（14） |  | 得分： 萊斯（44） 篮板： 萊斯（12） 助攻： 萊斯（11） |
| 臺中太陽扳成1比1平手                                      |  |                                                       |

| 2023年4月27日 19:00 |

| 詳細數據 |

| 臺中太陽 120–118 台灣啤酒英熊                              |  |                                                               |
| 每節分數： 32–29、28–26、29–36、31–27                      |  |                                                               |
| 得分： 萊斯（46） 篮板： 莫爾特里（15） 助攻： 丁聖儒（8） |  | 得分： 瓊斯（33） 篮板： 瓊斯（13） 助攻： 瓊斯 / 蔣淯安（8） |
| 臺中太陽以2比1挺進四強賽                                   |  |                                                               |

## 四強賽

### （1）新北中信特攻vs（5）臺中太陽
| 2023年5月1日 19:00 |

| 詳細數據 |

| 臺中太陽 78–126 新北中信特攻                               |  |                                                         |
| 每節分數： 19–37、20–31、16–30、23–28                      |  |                                                         |
| 得分： 萊斯（13） 篮板： 莫爾特里（17） 助攻： 林明毅（4） |  | 得分： 金恩（27） 篮板： 艾德（14） 助攻： 林韋翰（13） |
| 新北中信特攻以1比0領先                                     |  |                                                         |

| 2023年5月4日 19:00 |

| 詳細數據 |

| 新北中信特攻 110–83 臺中太陽                                     |  |                                                                    |
| 每節分數： 37–14、28–33、21–17、24–19                            |  |                                                                    |
| 得分： 金恩（18） 篮板： 克力斯（8） 助攻： 謝亞軒 / 林秉聖（6） |  | 得分： 萊斯（21） 篮板： 莫爾特里 / 班森（10） 助攻： 丁聖儒（11） |
| 新北中信特攻以2比0聽牌                                           |  |                                                                    |

| 2023年5月7日 14:00 |

| 詳細數據 |

| 臺中太陽 86–130 新北中信特攻                           |  |                                                                   |
| 每節分數： 28–25、25–30、17–36、16–39                  |  |                                                                   |
| 得分： 萊斯（20） 篮板： 班森（12） 助攻： 丁聖儒（8） |  | 得分： 阿巴西（27） 篮板： 克力斯 / 金恩（12） 助攻： 林韋翰（5） |
| 新北中信特攻以3比0挺進總冠軍賽                         |  |                                                                   |

### （2）臺南台鋼獵鷹vs（3）高雄全家海神
| 2023年4月28日 18:30 |

| 詳細數據 |

| 高雄全家海神 103–117 臺南台鋼獵鷹                                       |  |                                                            |
| 每節分數： 28–26、20–26、22–35、33–30                                   |  |                                                            |
| 得分： 胡瓏貿（27） 篮板： 波捍能（10） 助攻： 布銳克曼 / 亞歷山大（7） |  | 得分： 阿修羅（28） 篮板： 阿修羅（11） 助攻： 李漢昇（8） |
| 臺南台鋼獵鷹以1比0領先                                                  |  |                                                            |

| 2023年4月30日 14:00 |

| 詳細數據 |

| 高雄全家海神 124–103 臺南台鋼獵鷹                               |  |                                                                                |
| 每節分數： 31–28、39–22、21–34、33–19                           |  |                                                                                |
| 得分： 布銳克曼（34） 篮板： 波捍能（17） 助攻： 布銳克曼（12） |  | 得分： 谷毛唯嘉（24） 篮板： 德古拉 / 布拉（11） 助攻： 李漢昇 / 谷毛唯嘉（4） |
| 高雄全家海神扳成1比1平手                                        |  |                                                                                |

| 2023年5月3日 19:00 |

| 詳細數據 |

| 臺南台鋼獵鷹 97–88 高雄全家海神                              |  |                                                                |
| 每節分數： 35–20、17–22、18–28、27–18                        |  |                                                                |
| 得分： 德古拉（28） 篮板： 德古拉（17） 助攻： 谷毛唯嘉（6） |  | 得分： 布銳克曼（24） 篮板： 波捍能（14） 助攻： 布銳克曼（8） |
| 臺南台鋼獵鷹以2比1聽牌                                       |  |                                                                |

| 2023年5月5日 19:00 |

| 詳細數據 |

| 臺南台鋼獵鷹 98–99 高雄全家海神                            |  |                                                             |
| 每節分數： 36–19、27–26、17–30、18–24                      |  |                                                             |
| 得分： 阿修羅（27） 篮板： 阿修羅（17） 助攻： 胡凱翔（7） |  | 得分： 煥亞（22） 篮板： 波捍能（10） 助攻： 布銳克曼（11） |
| 高雄全家海神扳成2比2平手                                   |  |                                                             |

| 2023年5月8日 19:00 |

| 詳細數據 |

| 高雄全家海神 99–105 臺南台鋼獵鷹                             |  |                                                            |
| 每節分數： 28–18、19–24、26–39、26–24                        |  |                                                            |
| 得分： 波捍能（23） 篮板： 胡瓏貿（10） 助攻： 布銳克曼（9） |  | 得分： 阿修羅（27） 篮板： 布拉（21） 助攻： 谷毛唯嘉（8） |
| 臺南台鋼獵鷹以3比2挺進總冠軍賽                               |  |                                                            |

## 外部連結
- 官方网站